# Proxima Centauri b

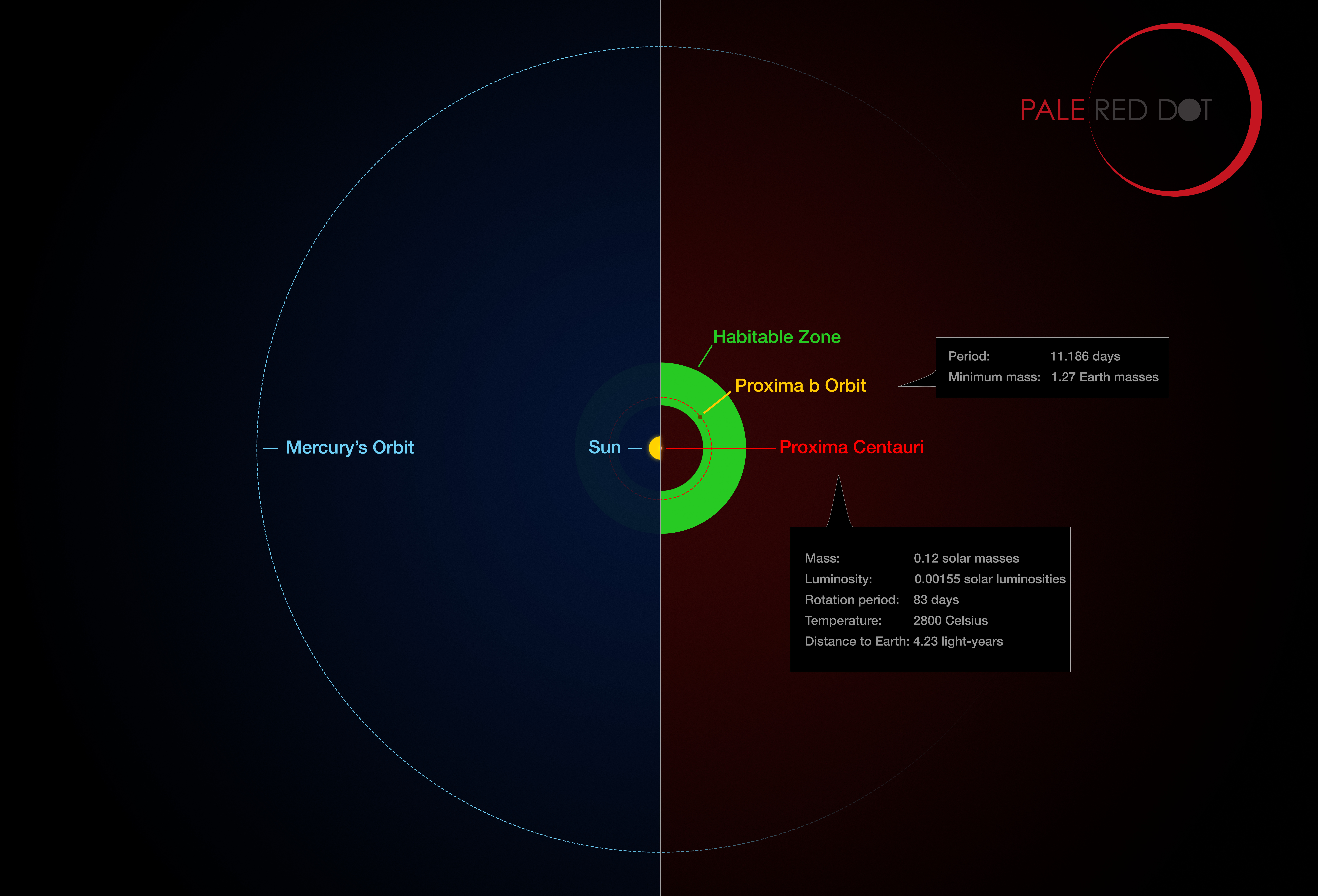
Proxima Centauri B och dess planet i jämförelse med Solsystemet.

Proxima Centauri b (eller Proxima b, Alfa Centauri Cb) är en exoplanet som kretsar i den beboeliga zonen kring stjärnan Proxima Centauri. Värdstjärnan tillhör ett stjärnsystem av tre stjärnor tillsammans med Alfa Centauri A och Alfa Centauri B som ligger i stjärnbilden Kentauren, synlig på den södra stjärnhimlen.
Proxima Centauri b upptäcktes av Mikko Tuomi. Europeiska sydobservatoriet (ESO) tillkännagav upptäckten som gjordes vid ESO:s La Silla-observatorium i Atacamaöknen i Chile den 24 augusti 2016. La Silla är bas för flera stora teleskop, bland annat instrument som är utformade för att söka efter just planeter som kretsar kring andra stjärnor.

## Egenskaper
Den röda dvärgstjärnan Proxima Centauri ligger 4,25 ljusår bort från jorden. Det finns sålunda inga närmre upptäckta exoplaneter. Det har länge diskuterats om det kan finnas planeter med möjlighet till atmosfär runt just den här typen av röd dvärgstjärna, en så kallad M-stjärna som utgör ungefär 75 procent av alla stjärnor i Vintergatan.
Proxima Centauri b gör ett varv runt dess svala värdstjärna var 11,2 jordiska dygn, och har en massa minst 1,3 gånger så stor som jordens. Enligt beräkningar har planeten en yttemperatur på -40°C. Om jorden hade saknat atmosfär skulle vår genomsnittstemperatur ha legat på -20°C. Om planeten dock har någon atmosfär kan yttemperaturen ligga över 0°C. Det innebär att flytande vatten skulle kunna finnas där. Detta är givetvis bara spekulationer, men framtida observationer kan ge ett svar. 
Proxima Centauri b kretsar cirka 7 miljoner kilometer från sin värdstjärna, vilket bara är 5 procent av avståndet mellan jorden och solen. Det är mycket närmre än Merkurius bana runt Solen i vårt solsystem, men stjärnan är också långt ljussvagare än solen. Trots Proxima Centauri b:s bana i den beboeliga zonen kan förhållandena på dess yta påverkas starkt av utbrott i ultraviolett och röntgenstrålning från stjärnan. Klimatet på planeten är helt olikt jordens, på grund av den starka strålningen från värdstjärnan och hur planeten har bildats, och man tror att planeten saknar årstider på grund av en obekräftad bunden rotation kring Proxima Centauri.

## Beboelighet
Proxima Centauri b:s beboelighet har inte fastställts, men planeten utsätts för stjärnvindstryck som är mer än 2000 gånger det som Jorden upplever från solvinden. Denna strålning och stjärnvindarna skulle sannolikt blåsa bort varje atmosfär och lämna underytan som den enda potentiellt beboeliga platsen på den planeten.

### Fotnoter
1. ↑  Jennifer Andersson (30 augusti 2016). ”Månadens rymdnyhet – Proxima Centauri b!”. Astronomisk ungdom. https://www.astronomiskungdom.se/2016/08/30/manadens-rymdnyhet-proxima-centauri-b/. Läst 16 november 2016.
2. ↑  ”Neighbouring star Proxima Centauri has Earth-sized planet” (på brittisk engelska). BBC News. 24 augusti 2016. https://www.bbc.com/news/science-environment-37167390. Läst 30 april 2021.
3. ↑  Garraffo, C.; Drake, J. J.; Cohen, O. (2016-12-XX). ”The Space Weather of Proxima Centauri b” (på engelska). The Astrophysical Journal 833 (1):  sid. L4. doi:10.3847/2041-8205/833/1/L4. ISSN 0004-637X. https://ui.adsabs.harvard.edu/abs/2016ApJ...833L...4G/abstract. Läst 30 april 2021.
4. ↑  October 2016, Ian O'Neill 07. ”Eyeballing Proxima b: Probably Not a Second Earth” (på engelska). Space.com. https://www.space.com/34334-proxima-centauri-habitable-second-earth-interstellar-alien-life.html. Läst 30 april 2021.